# Jim Hall (racerförare)
James Ellis ”Jim” Hall, född 23 juli 1935 i Abilene, Texas, är en amerikansk racerförare och stallägare. 

## Racingkarriär
Hall körde USA:s Grand Prix tre år i rad i egen regi i början av 1960-talet. 1963 fick han chansen att köra en hel säsong för British Racing Partnership. 
1962 startade han Chaparral Cars tillsammans med förarkollegan Hap Sharp. Tillsammans vann de Sebring 12-timmars 1965 med sin egen bil.
Efter avslutad förarkarriär ledde Hall Chaparrals satsning på Champ Car som resulterade i två segrar i Indianapolis 500, 1978 och 1980. Senare drev Hall sitt eget Champ Car-stall Jim Hall Racing. Han valdes in i International Motorsports Hall of Fame 1997.

## F1-karriär
| Säsong | Stall/Tillverkare                      | Poäng | Placering |
| ------ | -------------------------------------- | ----- | --------- |
| 1960   | Jim Hall (Lotus-Climax)                | 0     | -         |
| 1961   | Jim Hall (Lotus-Climax)                | 0     | -         |
| 1962   | Jim Hall (Lotus-Climax)                | 0     | -         |
| 1963   | British Racing Partnership (Lotus-BRM) | 3     | 13        |